# 최옥희
최옥희(1955년 3월 5일~)는 대한민국의 성우이다. 1973년 TBC에 입사했으며, 언론통폐합으로 현재는 KBS 14기로 분류된다. 한국방송 성우극회 소속이다.

## 주요 출연작품

### 애니메이션
- 기신병단 (투니버스) - 후지시마
- 들장미 소녀 린 (SBS)
- 버츄어 파이터 (어린이TV) - 에바 듀릭스
- 몬스터 (투니버스) - 노부인
- 무지개 요정 큐티하니 (SBS)
- 소년탐정 김전일 (투니버스) - 천경자
- 수호요정 미셸 (KBS) - 할머니 / 폴라
- 요술공주 샐리 (KBS) - 하나무라 요시코/ 유미
- 원피스 (KBS) - 아마존
- 원피스 ORIGINAL (챔프) - Dr. 쿠레하
- 은비까비의 옛날옛적에 (KBS)
- 채채퐁 김치퐁 (KBS) - 토치 할머니
- 천방지축 덩크슛 (SBS)
- 태권왕 강태풍 (KBS) - 이무계
- 프리티 리듬 오로라 드림 (카툰네트워크) - 래비치 / 안세희
- 야호! 응가네 (EBS) - 할머니

### 애니메이션 영화
- 렛츠 댄스 (KBS) - 지운 할머니
- 마녀 배달부 키키 - 빵집 주인
- 바다가 들린다 - 타쿠 엄마
- 아나스타샤 (KBS) -  늙은 여자(앤드리아 마틴)
- 붉은매 - 화룡(오룡방)
- 버즈 라이트이어 (영화) - 다비

### 영화
- 지 아이 제인 (SBS) - 드헤이븐 (앤 밴크로프트)
- 천녀유혼3 (KBS) - 마왕(여)
- 매그놀리아 (SBS) - 로즈 게이터 (멜린다 딜런)
- 페이싱 (SBS) - 드니즈 (다니엘 르브렝)
- 탱고 (SBS)
- 블랙 레인 (SBS) - 조이스(케이트 캡쇼)
- 죽음의 표적 (SBS)
- 커럽터 (SBS)
- 애나 앤드 킹 (SBS)
- 사운드 오브 뮤직 (SBS) - 원장 수녀 (페기 우드)
- 포스 오브 네이처 (SBS) - 벤 어머니(자넷 캐롤)
- 25살의 키스 (SBS)
- 슈팅 라이크 베컴 (SBS)
- 천국의 맞은편 (KBS)
- 퍼펙트 크라임 (KBS) - 모피 입은여자(로사리오 파르도)
- 크로우 (SBS)
- 굿바이 뉴욕, 황금을 찾아라 (SBS) - 루이스
- 라붐 (SBS) - 할머니 (데니즈 그레이)
  - 라붐 2 (SBS) - 할머니 (데니즈 그레이)
- 아버지의 그늘 (KBS)
- 슬리핑 딕셔너리 (SBS) - 애기 (브렌다 블레신)
- 인 드림스 (SBS)
- 키드 (KBS) - 알렉산더(다나 아이비) / 더스의 어머니(엘리자베스 알렌)
- 사강의 요새 (KBS) - 수녀
- 해리포터와 마법사의 돌 (SBS) - 맥고나걸 (매기 스미스)
- 해리포터와 비밀의 방 (SBS) - 맥고나걸 (매기 스미스)
- 페이스 오프 (SBS) - 완다 (마가렛 조)
- 콜래트럴 데미지 (SBS) - 국무 장관(밀리 슬래빈)
- 웨어 더 머니 이즈 (KBS) - 노튼(도로시 고든)
- 어쌔신 (SBS)
- 로맨싱 스톤 (KBS)
- 미세스 다웃파이어 (SBS) - 셀너(앤 하니)
- 십계 (KBS) - 멤넷(주디스 앤더슨)
- 와호장룡 (KBS) - 옥부인(해연)
- 내겐 너무 멋진 서쪽 나라 (KBS)
- 동창회 대소동 (KBS) - 알렌
- 내 남자친구의 결혼식 (KBS) - 키미의 엄마(수전 설리번)
- 나는 네가 지난 여름에 한 일을 알고 있다 (KBS) - 줄리의 엄마(데보라 호버트)
- 딥 스타 식스 (SBS) - 노리스(신디 피켓)
- 주니어 (KBS)
- 형사 니코 (SBS)
- 사랑의 굴레(영어판) (SBS)
- 까미유 끌로델 (KBS)
- 오리엔트 특급 살인 사건 (KBS)
- 사라의 미로여행 (SBS)
- 사랑의 이중주 (KBS) - 할머니
- 마니 (KBS) - 클레이클리
- 데스 워시4 (SBS) - 카렌 (케이 렌즈)
- 인 드림스 (SBS)
- 진실 (SBS)
- 발리우드 할리우드 (KBS) - 수 어머니 (닐람 만싱)
- 12 몽키즈 (SBS)
- 솔저 (SBS)
- 하나 그리고 둘 (KBS) - 치이 아줌마
- 쿵후 선생 (KBS)
- 잔혹한 음모 (SBS)
- 맬리스 (KBS)
- 애니 기븐 선데이 (SBS) - 마가렛 패그니아시 (앤 마그렛)
- 이너프 (KBS)
- 그녀에게 (KBS) - 리디아(로사리오 플로레스)
- 다운 투 유 (SBS)
- 임포스터 (SBS)
- 무림지존 (KBS)
- 천녀유혼 2 (SBS) - 법사(유순)
- 바이센티니얼 맨 (SBS) - 여의장
- 스위트 노벰버 (SBS)
- 블루 스틸 (SBS) - 셜리 터너 (루이즈 플레처)
- 흐르는 강물처럼 (KBS) - 마벨(니콜 버데트)
- 오션스 트웰브 (SBS) - 사울 부인 (캔디스 아자라)
- 미스틱 리버 (SBS) - 브레든의 엄마(제니 오하라)
- 라스트 사무라이 (SBS) - 미국인
- 저스트 라이크 헤븐 (SBS) - 그레이스 (캐롤라인 아론)
- 이터널 선샤인 (SBS) - 미어즈웩의 아내(데어드르 오코넬)
- 장지웅심 (SBS)
- 못말리는 로빈 후드 (KBS)
- 태양은 가득히 (KBS)
- 사랑할 때와 이별할 때 (KBS)
- 클루트 (KBS) - 의사
- 부귀열차 (SBS)
- 숲 속의 눈동자 (KBS)
- 태양의 저편 (SBS) - 어머니 (리타 아세마니)
- 아저씨 우리 결혼할까요? (SBS) - 교장(임산산)
- 랜섬 (SBS)
- 버디 (KBS) - 버디의 엄마(돌로레스 세이지) / 한나(캐런 영)
- 풀 프루프 (SBS) - 해미쉬의 비서(수 게레이)
- 한 여름밤의 미소 (KBS) - 아름펠트 부인(나이마 위프스트란드) / 데지레 어머니 (나이마 비프스트란트)
- 세컨드 와이프 (SBS) - 외숙모 외
- 페이첵 (SBS)
- 머니 핏 (KBS) - 베니의 엄마(메리 루이스 윌슨)
- 엑스맨 (SBS) - TV 방송 음성(마샤 그레이엄)
- 사랑과 미움의 교차로 (KBS)
- 머니 토크 (SBS)
- 내 마음의 수호천사 (KBS) - 아멜리아 (셀리아 웨스턴)
- 세 가지 색 블루 (SBS)
- 죽음의 카운트다운 (KBS)
- 북해유전 특공작전 (KBS) - 사나 (레아 브로디)
- 코난 (KBS)
- 바람과 함께 사라지다(KBS) - 스칼렛의 엄마(바바라 오닐) / 고모(로라 홉 크류즈)
- 무기여 잘 있거라(KBS) - 간호사(매리 포베스)
- 오명(KBS) - 손님(베스 플라워스)
- 의적 실버브레이드(SBS) - 발리턴(클레어 블룸)
- 레미제라블 (SBS) - 테나르디에 부인(프랑수아즈 세니에르)
- 39계단 (KBS) - 조단의 아내(헬렌 헤이)
- 토탈 리콜 (SBS)
- F학점 첩보원 (KBS) - 마이클의 어머니(피오나 레이드)

### 외화
- 판관 포청천 (KBS)
- 와호장룡 (KBS)
- 로즈 레드 (KBS) - 캐쉬
- 말괄량이 마법학교 (SBS) - 하드브룸 선생님
- 넘버스 (SBS)
- 이소룡 전기 (SBS) - 교장선생님

### 게임
- 은하자양강장 무타쥬스 - 러시아 소년